# Botifarra

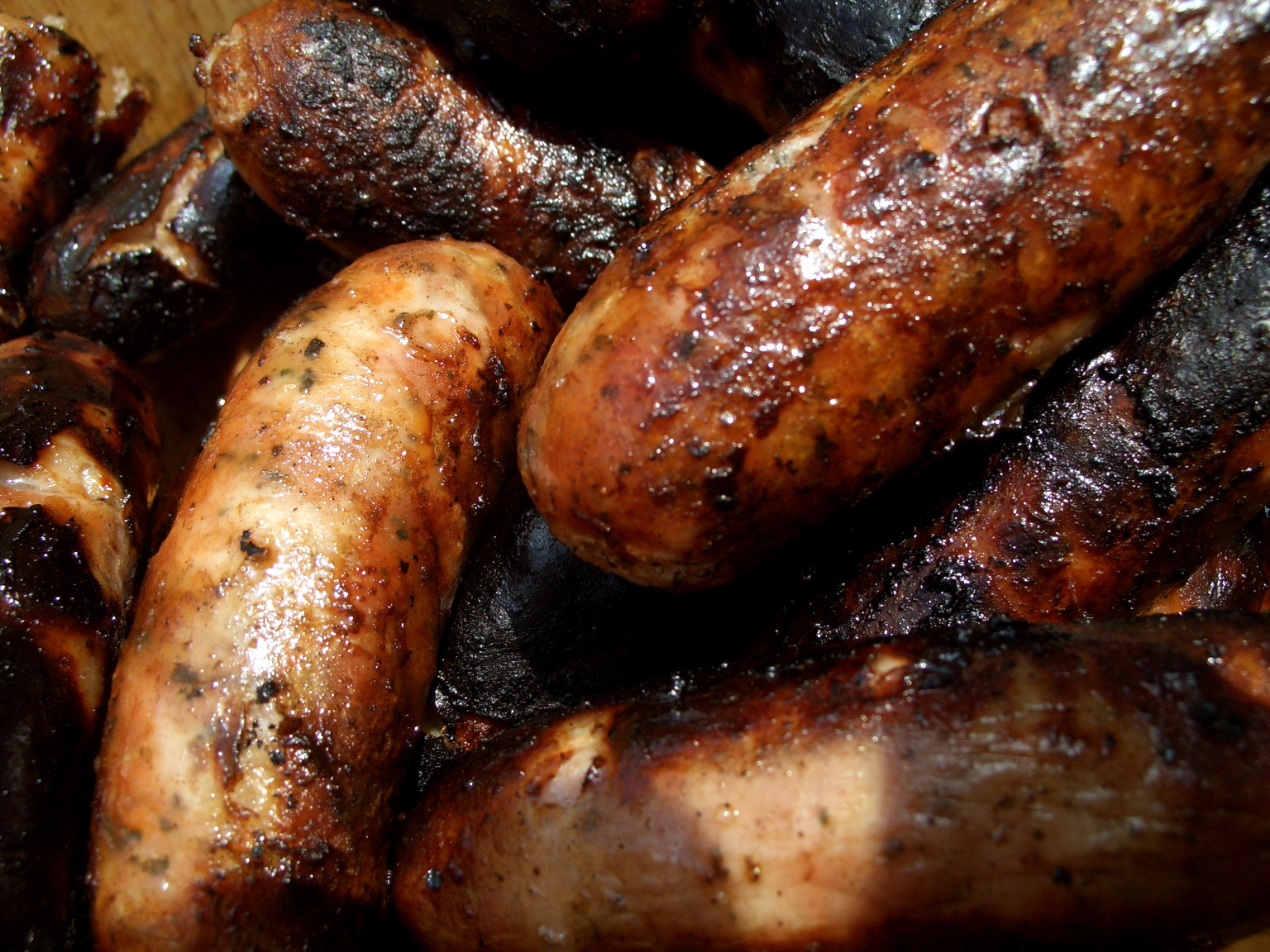
Botifarra Vermella alla griglia

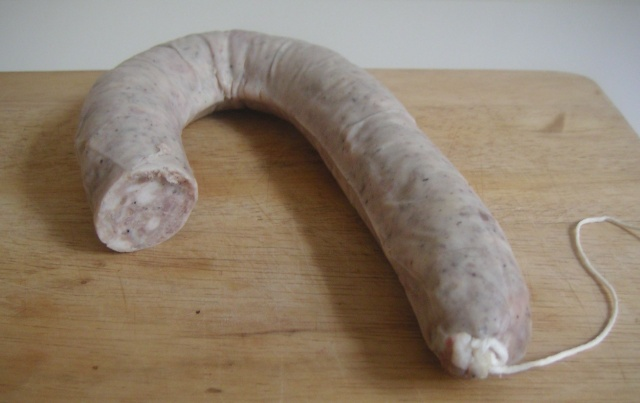
Botifarra bianca

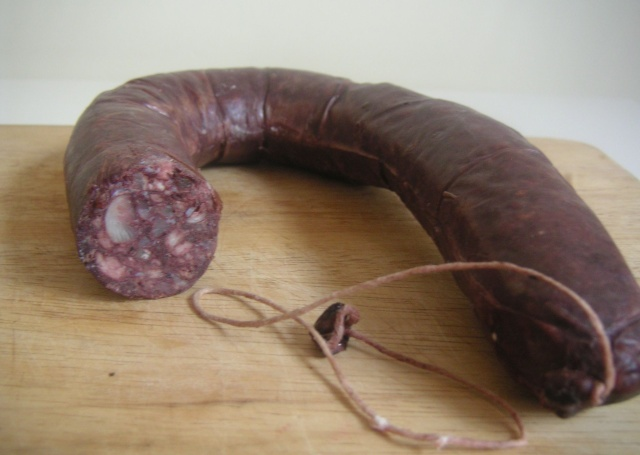
Botifarra nera

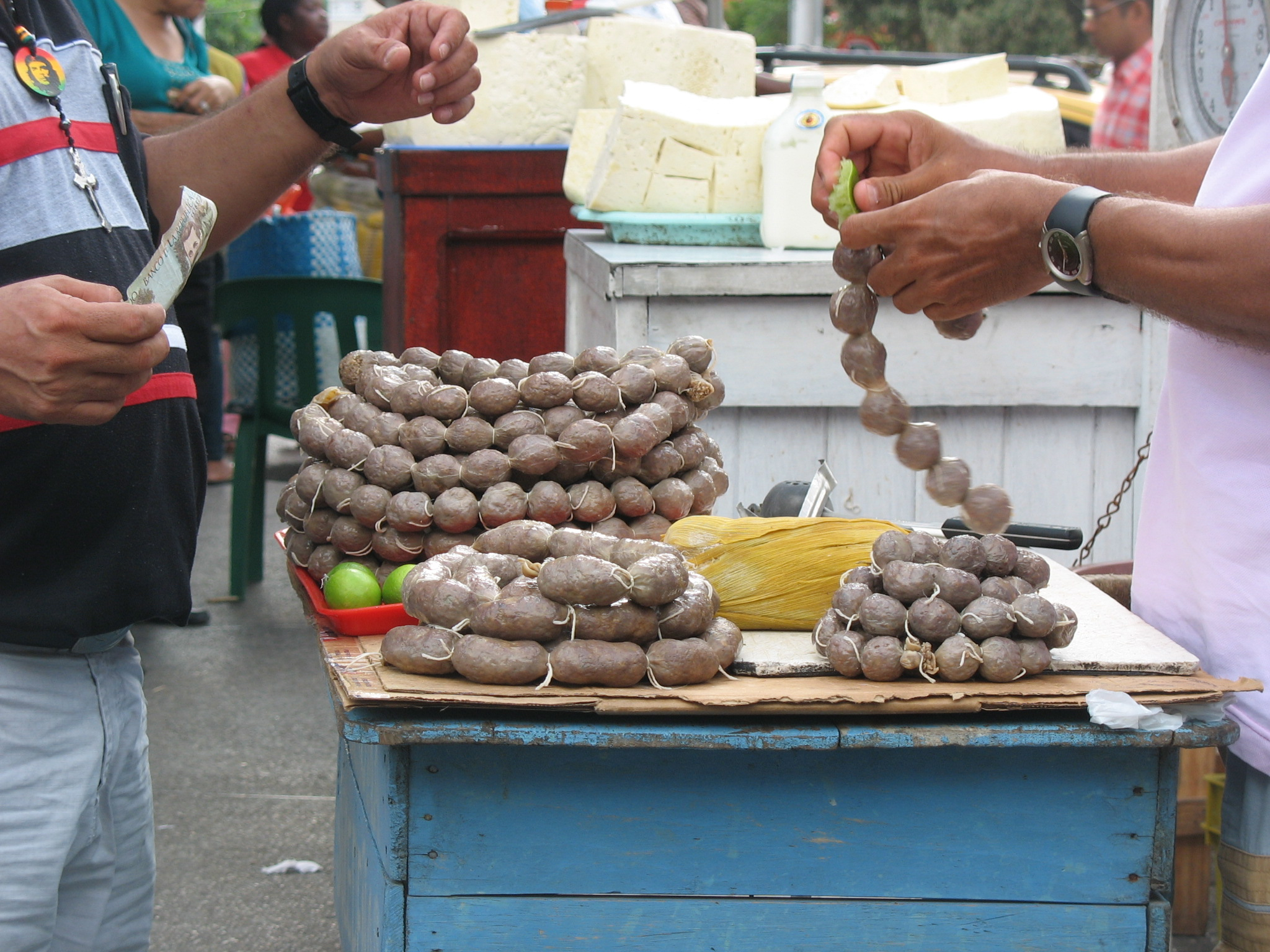
Butifarras di Barranquilla, Butifarras Soledeñas

La botifarra (Spagnolo: butifarra; Francese: boutifarre) è un tipo di salsiccia e uno dei piatti più importanti della cucina catalana.

## Caratteristiche
La botifarra è basata su ricette antiche, la salsiccia romana botulu o la lucanica, a base di carne di maiale cruda e spezie. Oggigiorno ne esistono varianti in Italia e nella linguiça portoghese e brasiliana. In Colombia, le butifarras soledeñas sono una tradizione popolare a Soledad, in Atlántico.

## Varietà
Alcuni dei tipi più rappresentativi sono: 
- Botifarra cruda, botifarra vermella o botifarra crua, o roget. È anche conosciuta come llonganissa in molti luoghi dell'area culturale catalana. Questa botifarra viene solitamente grigliata o cotta alla brace.
- Botifarra nera, botifarra negra o negret, contenente, nella miscela, sangue di maiale bollito.
- Botifarra catalana, una grande botifarra simile al prosciutto cotto; può contenere tartufi.
- Botifarra d'ou (letteralmente "botifarra con uovo"), contenente uovo nell'impasto. Tipicamente viene consumata il giovedì grasso, dijous gras.
- Botifarra bianca, botifarra blanca o blanquet. L'ingrediente principale di questa botifarra è la carne senza grassi (carn magra). La miscela non contiene sangue.
- Botifarra d'arròs (letteralmente "botifarra di riso"), contiene riso bollito insieme a carne e spezie.
- Bisbe (che significa "vescovo") e toro, così come bisbot negre' e bull negre, sono varietà di botifarra a sangue denso realizzate con diverse sezioni di trippa.[1] Sia il bisbe che la botifarra nera sono versioni di sanguinaccio.

## Preparazioni con la botifarra
Solitamente la botifarra bianca e quella nera non hanno bisogno di essere cotte, ma a volte vengono bollite come ingredienti della escudella i carn d'olla (un piatto tradizionale a base di carne e verdure bollite); così come nello stile catalano di cottura e preparazione delle fave.
La botifarra alla griglia con fagioli bianchi (Catalano: botifarra amb mongetes) è un piatto tipico catalano.

## In America Latina
In Sud America molti tipi di botifarra cotta sono conosciuti come butifarra. Nella costa della Colombia, la butifarra è una versione secca, più corta, quasi rotonda della salsiccia, mangiata con bollo di yuca e succo di lime. In Argentina e Uruguay, la butifarra è una salsiccia molto grassa, tenera e biancastra, molto più simile a un paté in forma di salsiccia, la butifarra rioplatense è fatta con grasso di maiale tritato finemente e carne che viene insaccata in una salsiccia morbida e bollita. In Paraguay, la butifarra è un chorizo grasso finemente tritato che viene comunemente preparato in asado.
La butifarra è popolare in El Salvador, ma può essere trovata anche in Bolivia e in Messico.

### Altri usi del termine
Nella cucina peruviana, la parola butifarra è usata per un particolare tipo di panino al prosciutto. La butifarra peruviana (sandwich) è preparata con jamon del país, un tipo di prosciutto regionale, e non una botifarra.